# Paul Legband
Paul Legband (* 28. Juni 1876 in Braunschweig; † 1. Mai 1942 in Hamburg) war ein deutscher Regisseur und Bühnenbildner.

## Leben
Legband studierte von 1896 bis 1901 neuere Literatur, Kunstgeschichte und Sprachen. 1904 wurde er zum Dr. phil. promoviert mit einer Arbeit über die „Münchner Bühne und Literatur im 18. Jahrhundert“. Schon davor und in der Folge war er als Kulturjournalist und Herausgeber tätig. Seit 1906 (nach anderen Quellen: 1907) bis Mitte 1911 war Legband Leiter der Schauspielschule des Deutschen Theaters in Berlin. 1911 wurde er als Intendant an das neu eröffnete Stadttheater Freiburg berufen, wo er bis 1916 blieb. 1917/18 arbeitete er in Straßburg. 1918 und 1919 als Oberspielleiter an der Volksbühne Berlin beschäftigt, begann er im selben Jahr Spielfilme zu inszenieren, in denen des Öfteren Hans Albers zu Beginn seiner Karriere auftrat. 1921 übernahm Legband die Leitung der Wuppertaler Bühnen, die er bis 1925 innehatte. 1925 leitete er die Düsseldorfer Freilichtbühne, 1926/27 war er Oberregisseur und stellvertretender Intendant am Schauspielhaus Stuttgart, 1927 bis 1930 Intendant in Mönchengladbach. Von 1930 bis vermutlich Mai 1933 war er Intendant des Stadttheaters Erfurt. Anschließend leitete er bis 1942 das Stadttheater Altona. Er inszenierte neben seiner zeitweiligen Filmarbeit gleichermaßen Schauspiele und Opern.
Legband war verheiratet mit der Kostümbildnerin Else Oppler, seit 1904 Else Oppler-Legband (geb. Oppler, * 21. Februar 1875), Schülerin von Maximilian Dasio in München, Henry van de Velde in Berlin und Peter Behrens in Nürnberg.

## Werk

### Filme
Bei folgenden Filmen hat Legband Regie geführt:
- 1919: König Nicolo
- 1919: Die Prinzessin von Urbino
- 1919: Aus eines Mannes Mädchenjahren
- 1919: Nixchen
- 1920: Die Kronjuwelen des Herzogs von Rochester
- 1920: Die Marquise von O.
- 1920: Der Knabe Eros
- 1921: Das Blut

### Gesicherte Inszenierungen
Die armseligen Besenbinder, Luther (Die Nachtigall von Wittenberg), Gas, Penthesilea, Der Umzug, 'S Jungferngift, Der Schwarkünstler, Die Bürger von Calais, Predigt in Litauen, Götz von Berlichingen (alle an der Volksbühne Berlin)

### Schriften
- Schmid, Christian Heinrich (neu herausgegeben von Paul Legband): Chronologie des deutschen Theaters. [Schriften der Gesellschaft für Theatergeschichte.] 1902.
- Münchener Bühne und Litteratur im achtzehnten Jahrhundert. In: Oberbayerisches Archiv 51, 1904, S. 1–546.
- Der Regisseur. [Hamburger Theaterbücherei, Bd. 2.] J. P. Toth Verlag, Hamburg, 1947.

## Nachweise
1. ↑  Rolf Badenhausen: Legband, Paul. In: Neue Deutsche Biographie (NDB). Band 14, Duncker & Humblot, Berlin 1985, ISBN 3-428-00195-8, S. 60 f. (Digitalisat).
2. ↑  filmzeit: Paul Legband (Memento vom 29. Dezember 2015 im Internet Archive)

| Personendaten    | Personendaten                         |
| ---------------- | ------------------------------------- |
| NAME             | Legband, Paul                         |
| KURZBESCHREIBUNG | deutscher Regisseur und Bühnenbildner |
| GEBURTSDATUM     | 28. Juni 1876                         |
| GEBURTSORT       | Braunschweig                          |
| STERBEDATUM      | 1. Mai 1942                           |
| STERBEORT        | Hamburg                               |